# Lijst van voetbalinterlands Estland - Finland
Deze lijst van voetbalinterlands is een overzicht van alle officiële voetbalwedstrijden tussen de nationale teams van Estland en Finland. De landen speelden tot op heden 37 keer tegen elkaar. De eerste wedstrijd betrof een vriendschappelijke wedstrijd, die werd gespeeld op 17 oktober 1920 in Helsinki. Het duel was de allereerste voetbalinterland uit de geschiedenis van de Estische nationale ploeg. Het laatste duel, eveneens een vriendschappelijke wedstrijd, vond plaats op 26 maart 2024 in de Finse hoofdstad.

## Wedstrijden
| №  | Plaats     | Datum             | Competitie                  | Wedstrijd         | Uitslag |
| -- | ---------- | ----------------- | --------------------------- | ----------------- | ------- |
| 1  | Helsinki   | 17 oktober 1920   | Vriendschappelijk           | Finland – Estland | 6 – 0   |
| 2  | Tallinn    | 28 augustus 1921  | Vriendschappelijk           | Estland – Finland | 0 – 3   |
| 3  | Helsinki   | 11 augustus 1922  | Vriendschappelijk           | Finland – Estland | 10 – 2  |
| 4  | Tallinn    | 30 september 1923 | Vriendschappelijk           | Estland – Finland | 2 – 1   |
| 5  | Helsinki   | 14 september 1924 | Vriendschappelijk           | Finland – Estland | 4 – 0   |
| 6  | Tallinn    | 5 juli 1925       | Vriendschappelijk           | Estland – Finland | 2 – 0   |
| 7  | Helsinki   | 5 september 1926  | Vriendschappelijk           | Finland – Estland | 1 – 1   |
| 8  | Tallinn    | 10 augustus 1927  | Vriendschappelijk           | Estland – Finland | 2 – 1   |
| 9  | Helsinki   | 12 augustus 1928  | Vriendschappelijk           | Finland – Estland | 2 – 2   |
| 10 | Tallinn    | 25 juli 1929      | Vriendschappelijk           | Estland – Finland | 1 – 1   |
| 11 | Helsinki   | 27 augustus 1929  | Vriendschappelijk           | Finland – Estland | 2 – 1   |
| 12 | Tallinn    | 6 augustus 1930   | Vriendschappelijk           | Estland – Finland | 4 – 0   |
| 13 | Helsinki   | 17 juni 1931      | Vriendschappelijk           | Finland – Estland | 3 – 1   |
| 14 | Tallinn    | 18 augustus 1932  | Vriendschappelijk           | Estland – Finland | 0 – 3   |
| 15 | Helsinki   | 16 augustus 1933  | Vriendschappelijk           | Finland – Estland | 2 – 1   |
| 16 | Tallinn    | 8 augustus 1934   | Vriendschappelijk           | Estland – Finland | 1 – 1   |
| 17 | Helsinki   | 7 augustus 1935   | Vriendschappelijk           | Finland – Estland | 2 – 2   |
| 18 | Tallinn    | 20 augustus 1936  | Vriendschappelijk           | Estland – Finland | 2 – 2   |
| 19 | Turku      | 19 augustus 1937  | WK 1938 kwalificatie        | Finland – Estland | 0 – 1   |
| 20 | Tallinn    | 17 augustus 1938  | Vriendschappelijk           | Estland – Finland | 1 – 3   |
| 21 | Helsinki   | 4 augustus 1939   | Vriendschappelijk           | Finland – Estland | 4 – 2   |
| 22 | Vantaa     | 20 februari 1993  | Vriendschappelijk           | Finland – Estland | 0 – 0   |
| 23 | Tallinn    | 26 oktober 1994   | Vriendschappelijk           | Estland – Finland | 0 – 7   |
| 24 | Kotka      | 30 oktober 1996   | Vriendschappelijk           | Finland – Estland | 2 – 2   |
| 25 | Bangkok    | 23 februari 2000  | Vriendschappelijk           | Estland – Finland | 2 – 4   |
| 26 | Kuressaare | 9 mei 2001        | Vriendschappelijk           | Estland – Finland | 1 – 1   |
| 27 | Helsinki   | 12 november 2005  | Vriendschappelijk           | Finland – Estland | 2 – 2   |
| 28 | Tallinn    | 21 mei 2010       | Vriendschappelijk           | Estland – Finland | 2 – 0   |
| 29 | Tartu      | 1 juni 2012       | Vriendschappelijk           | Estland – Finland | 1 – 2   |
| 30 | Ventspils  | 31 mei 2014       | Vriendschappelijk           | Finland – Estland | 2 – 0   |
| 31 | Turku      | 9 juni 2015       | Vriendschappelijk           | Finland – Estland | 0 – 2   |
| 32 | Helsinki   | 9 november 2017   | Vriendschappelijk           | Finland – Estland | 3 – 0   |
| 33 | Turku      | 11 september 2018 | UEFA Nations League 2018/19 | Finland – Estland | 1 – 0   |
| 34 | Tallinn    | 12 oktober 2018   | UEFA Nations League 2018/19 | Estland – Finland | 0 – 1   |
| 35 | Helsinki   | 4 juni 2021       | Vriendschappelijk           | Finland − Estland | 0 − 1   |
| 36 | Albufeira  | 12 januari 2023   | Vriendschappelijk           | Finland − Estland | 0 − 1   |
| 37 | Helsinki   | 26 maart 2024     | Vriendschappelijk           | Finland − Estland | 2 − 1   |

## Samenvatting
| Competitie          | Totaal gespeeld | Winst Estland | Gelijk | Winst Finland | Doelsaldo Estland – Finland |
| ------------------- | --------------- | ------------- | ------ | ------------- | --------------------------- |
| WK-kwalificatie     | 1               | 1             | 0      | 0             | 1 − 0                       |
| UEFA Nations League | 2               | 0             | 0      | 2             | 0 − 2                       |
| Vriendschappelijk   | 34              | 8             | 10     | 16            | 42 − 74                     |
| Totaal              | 37              | 9             | 10     | 18            | 43 − 76                     |

Wedstrijden bepaald door strafschoppen worden, in lijn met de FIFA, als een gelijkspel gerekend.

## Details

### Eerste ontmoeting
| Vriendschappelijk (Helsinki, Finland, 17 oktober 1920): |              | |
| Finland | 6 – 0        | Estland |
| Gunnar Öhman 5' Verner Eklöf 10' Jarl Österholm 15' Lauri Tanner 35' Lauri Tanner 70' Verner Eklöf 80'                                                         | goals        | |
| Selectiecommissie | bondscoach   | Selectiecommissie |
| Niilo Tammisalo Arthur Englund Ilmari Saxell Eino Soinio Charles Stormbom Aarne Vihavainen John Österholm Gunnar Öhman Lauri Tanner Verner Eklöf Hjalmar Kelin | opstellingen | Rudolf Paal Gustav Sepp Otto Silber Arnold Pihlak Arnold Kuulman Elmar Klaos Heinrich Paal 46' Karl Ree 46' Artur Prunn Oskar Üpraus Ernst-Aleksandr Joll |
| | wissels      | 46' Raimond Pöder 46' Vladimir Tell |

### Tweede ontmoeting
| Vriendschappelijk (Tallinn, Estland, 28 augustus 1921): |              | |
| Estland | 0 – 3        | Finland |
| | goals        | 3' Einar Grannas 9' Vilho Hirvonen 78' (pen.) Verner Eklöf |
| Selectiecommissie | bondscoach   | Selectiecommissie |
| August Lass Voldemar Luik Otto Silber Georg Vain Arnold Kuulman Harald Kaarman Eduard Jõepere Vladimir Tell Eduard Ellman-Eelma Oskar Üpraus Ernst-Aleksandr Joll | opstellingen | Harald Elevuo Niilo Koskinen Sven Lydman Aarre Åkerberg Charles Stormbom Martin Jansson Adolf Höglander Vilho Hirvonen Verner Eklöf Einar Grannas Aarne Linna |

### Derde ontmoeting
| Vriendschappelijk (Helsinki, Finland, 11 augustus 1922): |        |                                      |
| Finland | 10 – 2 | Estland                              |
| Jarl Öhman 1' Jarl Öhman 9' Jarl Öhman 14' (pen.) Bruno Mantila 37' Jarl Öhman 46' Verner Eklöf 48' Jarl Öhman 50' Verner Eklöf 59' Jarl Öhman 69' Bruno Mantila 84' | goals  | 40' Arnold Kuulman 42' Vladimir Tell |

### Vierde ontmoeting
| Vriendschappelijk (Tallinn, Estland, 30 september 1923): |       |                       |
| Estland                                                  | 2 – 1 | Finland               |
| Vladimir Tell 24' Ernst-Aleksandr Joll 84'               | goals | 67' Torsten Österlund |

### Vijfde ontmoeting
| Vriendschappelijk (Helsinki, Finland, 14 september 1924):            |       |         |
| Finland                                                              | 4 – 0 | Estland |
| Yrjö Kanerva 20' Eino Soinio 50' Aulis Koponen 65' Aulis Koponen 85' | goals |         |

### Zesde ontmoeting
| Vriendschappelijk (Tallinn, Estland, 5 juli 1925): |       |         |
| Estland                                            | 2 – 0 | Finland |
| Arnold Pihlak 20' Arnold Pihlak 45' (pen.)         | goals |         |

### Zevende ontmoeting
| Vriendschappelijk (Helsinki, Finland, 5 september 1926): |       |                          |
| Finland                                                  | 1 – 1 | Estland                  |
| Sulo Saario 60'                                          | goals | 36' Ernst-Aleksandr Joll |

### Achtste ontmoeting
| Vriendschappelijk (Tallinn, Estland, 10 augustus 1927): |       |                    |
| Estland                                                 | 2 – 1 | Finland            |
| Arnold Pihlak 11' Ernst-Aleksandr Joll 59'              | goals | 52' Untamo Kulmala |

### Negende ontmoeting
| Vriendschappelijk (Helsinki, Finland, 12 augustus 1928): |       |                                     |
| Finland                                                  | 2 – 2 | Estland                             |
| Gunnar Åström 30' Yrjö Kanerva 63'                       | goals | 41' Arnold Pihlak 74' Heinrich Paal |

### Tiende ontmoeting
| Vriendschappelijk (Tallinn, Estland, 25 juli 1929): |       |                   |
| Estland                                             | 1 – 1 | Finland           |
| Felix Kull 17'                                      | goals | 10' Aulis Koponen |

### Elfde ontmoeting
| Vriendschappelijk (Helsinki, Finland, 27 augustus 1929): |       |                   |
| Finland                                                  | 2 – 1 | Estland           |
| Albin Lönnberg 15' (pen.) Aulis Koponen 57'              | goals | 49' Arnold Pihlak |

### 21ste ontmoeting
| Vriendschappelijk (Helsinki, Finland, 4 augustus 1939):                     |       |                                       |
| Finland                                                                     | 4 – 2 | Estland                               |
| Yrjö Kylmälä 48' Yrjö Kylmälä 66' Yrjö Kylmälä 78' Pentti Eronen 88' (pen.) | goals | 9' Heinrich Uukkivi 52' Leonhard Kass |

### 22ste ontmoeting
| Vriendschappelijk (Vantaa, Finland, 20 februari 1993): |       |         |
| Finland                                                | 0 – 0 | Estland |
|                                                        | goals |         |

### 28ste ontmoeting
| Vriendschappelijk (Tallinn, Estland, 21 mei 2010): |       |         |
| Estland                                            | 2 – 0 | Finland |
| Andres Oper 5' Sander Post 55'                     | goals |         |

### 29ste ontmoeting
| Vriendschappelijk (Tartu, Estland, 1 juni 2012): |              | |
| Estland | 1 – 2        | Finland |
| Andres Oper 33' | goals        | 10' Njazi Kuqi 22' Njazi Kuqi |
| Tarmo Rüütli | bondscoach   | Mika-Matti Paatelainen |
| Sergei Pareiko Enar Jääger Taavi Rähn Ragnar Klavan Taijo Teniste Tarmo Kink 46' Aleksandr Dmitrijev Konstantin Vassiljev Dmitri Kruglov 81' Jarmo Ahjupera 46' Andres Oper | opstellingen | Niki Mäenpää Joona Toivio Juhani Ojala Përparim Hetemaj 46' Teemu Pukki Tim Sparv 83' Njazi Kuqi Alexander Ring 73' Kasper Hämäläinen Jukka Raitala 62' Kari Arkivuo |
| Sander Puri 46' Kaimar Saag 46' Henrik Ojamaa 81' | wissels      | 46' Toni Kolehmainen 62' Jarkko Hurme 73' Markus Halsti 83' Mika Ääritalo                                                                                            |
| Tarmo Kink 41' | gele kaarten | 68' Kasper Hämäläinen |
| | rode kaarten | 34', 45+1' Alexander Ring |
| - Debuut van Jarkko Hurme (TPS Turku) voor Finland. |              | |

### 30ste ontmoeting
| Vriendschappelijk (Ventspils, Letland, 31 mei 2014): |              | |
| Finland | 2 – 0        | Estland |
| Përparim Hetemaj 49' Valtteri Moren 88' | goals        | |
| Mika-Matti Paatelainen | bondscoach   | Magnus Pehrsson |
| Lukáš Hrádecký Juhani Ojala Niklas Moisander Joona Toivio 63' Roman Jerjomenko Teemu Pukki 73' Jarkko Hurme Tim Sparv Joni Kauko Joel Pohjanpalo 89' Përparim Hetemaj 87' | opstellingen | Pavel Londak 84' Gert Kams Alo Bärengrub Artjom Artjunin Ken Kallaste 72' Igor Subbotin 72' Eino Puri Martin Vunk Siim Luts Albert Prosa 84' Sander Post |
| Valtteri Moren 63' Alexander Ring 73' Sakari Mattila 87' Erfan Zeneli 89'                                                                                                 | wissels      | 72' Ilja Antonov 72' Tihhon Šišov 84' Taijo Teniste 84' Karol Mets                                                                                       |
| | gele kaarten | 62' Siim Luts |
| - Debuut van Valtteri Moren (HJK Helsinki) voor Finland. - Debuut van Igor Subbotin (FC Levadia Tallinn) voor Estland.                                                    |              | |

### 31ste ontmoeting
| Vriendschappelijk (Turku, Finland, 9 juni 2015): |       |                             |
| Finland | 0 – 2 | Estland                     |
| | goals | 28' Ats Purje 57' Ats Purje |
| - Debuut van Thomas Lam (PEC Zwolle) en Boris Rotenberg (Dinamo Moskou) voor Finland. - Debuut van Artjom Dmitrijev (JK Nõmme Kalju) en Maksim Gussev (FC Flora Tallinn) voor Estland. |       |                             |

### 32ste ontmoeting
| Vriendschappelijk (Helsinki, Finland, 9 november 2017): |            |             |
| Finland                                                 | 3 – 0      | Estland     |
| Pyry Soiri 27' Robin Lod 31' Robin Lod 54'              | goals      |             |
| Markku Kanerva                                          | bondscoach | Martin Reim |
| - Debuut van Glen Kamara (Dundee FC) voor Finland.      |            |             |

EJL · A-internationals · Bondscoaches · Statistieken · Estisch vrouwenelftal · Olympisch elftal · Estland U21 · Estland U20 · Estland U19 · Estland U18 · Estland U17 · Estland U16
1920 – 1929 ·
1930 – 1939 ·
1940 – 1949 ·
1950 – 1990 · 
1990 – 1999 ·
2000 – 2009 ·
2010 – 2019 ·
2020 − 2029
OS 1924
1920 ·
1921 ·
1922 ·
1923 ·
1924 ·
1925 ·
1926 ·
1927 ·
1928 ·
1929 · 
1930 · 
1931 · 
1932 · 
1933 · 
1934 · 
1935 · 
1936 · 
1937 · 
1938 · 
1939 · 
1940 · 
1941 · 
1942 · 
1943 · 1944 · 
1945 · 
1946 · 
1947 · 
1948 · 
1949 · 
1950 – 1990 · 
1991 · 
1992 · 
1993 · 
1994 · 
1995 · 
1996 · 
1997 · 
1998 · 
1999 · 
2000 · 
2001 · 
2002 · 
2003 · 
2004 · 
2005 · 
2006 · 
2007 · 
2008 · 
2009 · 
2010 · 
2011 · 
2012 · 
2013 · 
2014 · 
2015 · 
2016 ·
2017 ·
2018 ·
2019 ·
2020
Albanië ·
Andorra ·
Angola ·
Antigua en Barbuda ·
Argentinië ·
Armenië ·
Azerbeidzjan ·
België ·
Bosnië-Herzegovina ·
Brazilië ·
Bulgarije ·
Canada ·
Chili ·
China ·
Cyprus ·
Denemarken ·
Duitsland ·
Ecuador ·
Egypte ·
El Salvador ·
Engeland ·
Equatoriaal-Guinea ·
Faeröer ·
Fiji ·
Filipijnen ·
Finland ·
Frankrijk ·
Georgië · 
Gibraltar ·
Griekenland ·
Hongarije ·
Hongkong ·
Ierland ·
IJsland ·
Indonesië ·
Irak ·
Israël ·
Italië ·
Jordanië ·
Kazachstan ·
Kirgizië ·
Kroatië ·
Letland ·
Libanon ·
Liechtenstein ·
Litouwen ·
Luxemburg ·
Malta ·
Marokko ·
Mexico ·
Moldavië ·
Montenegro ·
Nederland ·
Nieuw-Caledonië ·
Nieuw-Zeeland ·
Noord-Ierland ·
Noord-Macedonië ·
Noorwegen ·
Oekraïne ·
Oezbekistan ·
Oman ·
Oostenrijk ·
Polen ·
Portugal ·
Qatar ·
Roemenië ·
Rusland ·
Saint Kitts en Nevis ·
San Marino ·
Saoedi-Arabië ·
Schotland ·
Servië ·
Slovenië ·
Slowakije · 
Spanje ·
Tadzjikistan ·
Thailand ·
Trinidad en Tobago ·
Tsjechië ·
Turkije ·
Turkmenistan ·
Uruguay ·
Vanuatu ·
Venezuela ·
Verenigde Arabische Emiraten ·
Verenigde Staten ·
Vietnam ·
Wales ·
Wit-Rusland ·
Zweden ·
Zwitserland
Finse voetbalbond · A-internationals · Bondscoaches · Statistieken · Fins vrouwenelftal · Olympisch elftal · Finland U21 · Finland U20 · Finland U19 · Finland U18 · Finland U17 · Finland U16
1911 – 1919 ·
1920 – 1929 ·
1930 – 1939 ·
1940 – 1949 ·
1950 – 1959 ·
1960 – 1969 ·
1970 – 1979 ·
1980 – 1989 ·
1990 – 1999 ·
2000 – 2009 ·
2010 – 2019 ·
2020 − 2029
EK 2020
OS 1912 ·
OS 1936 ·
OS 1952 ·
OS 1980
1911 · 
1912 · 
1913 · 
1914 · 
1915 · 1916 · 1917 · 1918 · 
1919 · 
1920 · 
1921 · 
1922 · 
1923 · 
1924 · 
1925 · 
1926 · 
1927 · 
1928 · 
1929 · 
1930 · 
1931 · 
1932 · 
1933 · 
1934 · 
1935 · 
1936 · 
1937 · 
1938 · 
1939 · 
1940 · 
1941 · 
1942 · 
1943 · 
1944 · 
1945 · 
1946 · 
1947 · 
1948 · 
1949 · 
1950 · 
1952 · 
1952 · 
1953 · 
1954 · 
1955 · 
1956 · 
1957 · 
1958 · 
1959 · 
1960 · 
1961 · 
1962 · 
1963 · 
1964 · 
1965 · 
1966 · 
1967 · 
1968 · 
1969 · 
1970 · 
1971 · 
1972 · 
1973 · 
1974 · 
1975 · 
1976 · 
1977 · 
1978 · 
1979 · 
1980 · 
1981 · 
1982 · 
1983 · 
1984 · 
1985 · 
1986 · 
1987 · 
1988 · 
1989 · 
1990 · 
1991 · 
1992 · 
1993 · 
1994 · 
1995 · 
1996 · 
1997 · 
1998 · 
1999 · 
2000 · 
2001 · 
2002 · 
2003 · 
2004 · 
2005 · 
2006 · 
2007 · 
2008 · 
2009 · 
2010 · 
2011 · 
2012 · 
2013 · 
2014 · 
2015 · 
2016 · 
2017 · 
2018 ·
2019 ·
2020
Albanië ·
Algerije ·
Andorra ·
Armenië ·
Azerbeidzjan ·
Bahrein ·
Barbados ·
België ·
Bermuda ·
Bolivia ·
Bosnië en Herzegovina ·
Brazilië ·
Bulgarije ·
Canada ·
Chili ·
China ·
Colombia ·
Costa Rica ·
Cyprus ·
Denemarken ·
DDR ·
(West-)Duitsland ·
Ecuador ·
Egypte ·
Engeland ·
Estland ·
Faeröer ·
Frankrijk ·
Georgië ·
Griekenland ·
Honduras ·
Hongarije ·
Ierland ·
IJsland ·
India ·
Irak ·
Israël ·
Italië ·
Japan ·
Jemen ·
Joegoslavië ·
Jordanië ·
Kameroen ·
Kazachstan ·
Koeweit ·
Kosovo ·
Kroatië ·
Letland ·
Liechtenstein ·
Litouwen ·
Luxemburg ·
Maleisië ·
Malta ·
Marokko ·
Mexico ·
Moldavië ·
Montenegro ·
Nederland ·
Noord-Ierland ·
Noord-Korea ·
Noord-Macedonië ·
Noorwegen ·
Oekraïne · 
Oman ·
Oostenrijk ·
Peru ·
Polen ·
Portugal ·
Qatar ·
Roemenië ·
Rusland ·
San Marino ·
Saoedi-Arabië ·
Schotland ·
Servië ·
Servië en Montenegro ·
Singapore ·
Slovenië ·
Slowakije ·
Sovjet-Unie ·
Spanje ·
Thailand ·
Trinidad en Tobago ·
Tsjechië ·
Tsjecho-Slowakije ·
Tunesië ·
Turkije ·
Uruguay ·
Verenigde Arabische Emiraten ·
Verenigde Staten ·
Wales ·
Wit-Rusland ·
Zuid-Korea ·
Zweden ·
Zwitserland
België (2021) · 
Denemarken (2021) · 
Rusland (2021)